# Paolo Soleri
Paolo Soleri (21 de juny de 1919, Torí, Itàlia-9 d'abril de 2013) fou un arquitecte estatunidenc d'origen italià.
Després de rebre un doctorat per part de la Universitat Politecnico di Torino, va treballar per a Frank Lloyd Wright a Arizona (1947- 1949). El 1959 va començar a dissenyar un pla per a una sèrie de centres urbans compactes que s'estendrien verticalment en un mateix espai en lloc d'horitzontalment al llarg del pis. Aquestes megaestructures van ser concebudes per estalviar energia i recursos (parcialment mitjançant la dependència d'energia solar i l'eliminació de l'ús d'automòbil dins de la ciutat), preservar l'entorn natural i condensar les activitats humanes en l'interior d'àmbits totalment unificats.
Soleri va encunyar el terme de Arcologia (d'arquitectura i ecologia) per descriure les seves edificacions utòpiques, les quals va delinear en plans de gran bellesa i imaginació. El 1970 va iniciar a construir una ciutat prototip anomenada Arcosanti, per a una població de 5.000 habitants, projectada a ser entre Phoenix i Flagstaff. Fins a la data, l'esmentat treball continua desenvolupant-se per estudiants i voluntaris.